# Adolf Goldfeder

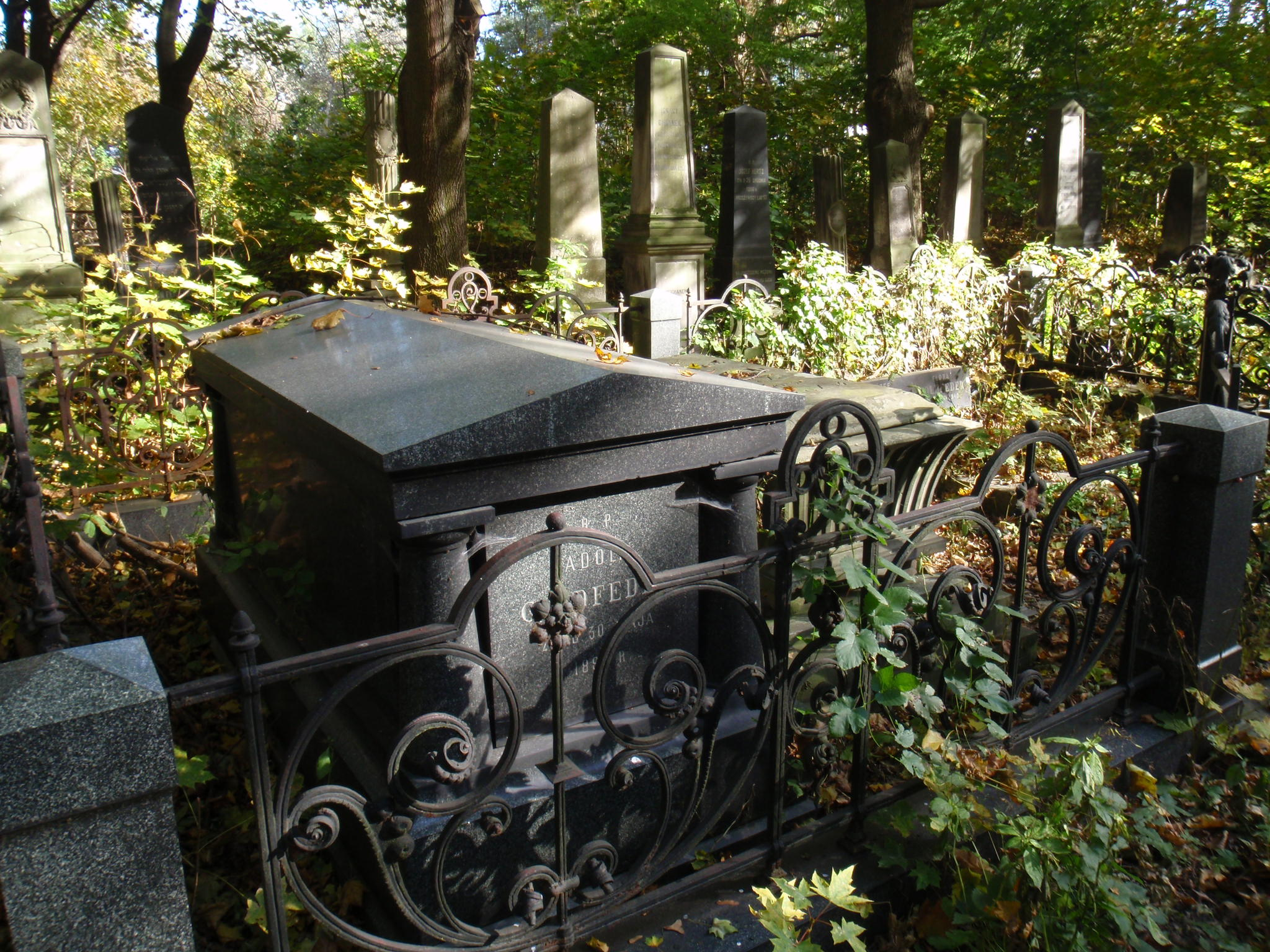
Grób Adolfa Goldfedera nacmentarzu żydowskim w Warszawie

Adolf Goldfeder (ur. 1836, zm. 30 maja 1896 w Warszawie) – polski bankier żydowskiego pochodzenia.

## Życiorys
W 1860 założył bank, na co środki zebrał wygrywając na loterii. Prowadził go ze swym bratem Maksymilianem. Po śmierci Goldfedera bank przejęli jego synowie Bronisław i Józef. Bank został zlikwidowany w 1932. Goldfeder konkurował z innym wielkim żydowskim bankierem Warszawy Wilhelmem Landauem. Kredytował budowę Mareckiej Kolei Dojazdowej. Nabył współwłasność w zakładach produkcji narzędzi rolniczych Włochy.
Był żonaty z Różą z domu Heyman (1839–1923). Miał z nią dwóch synów: Józefa i Bronisława – honorowego konsula japońskiego, ożenionego z Jeanne, najstarszą siostrą André Citroëna oraz córkę Stefanię, żonę Jerzego Skarbka. Dziadek Krystyny Skarbek.
Jest pochowany na cmentarzu żydowskim przy ulicy Okopowej w Warszawie (kwatera 71, rząd 1).